# Nigeriaans voetbalelftal (mannen)
Het Nigeriaans voetbalelftal, bijgenaam The Super Eagles, is een team van voetballers dat Nigeria vertegenwoordigt bij internationale wedstrijden zoals de (kwalificatie)wedstrijden voor het WK en de Afrika Cup.
De Nigeria Football Association werd in 1945 opgericht en is aangesloten bij de CAF en de FIFA (sinds 1960). Het Nigeriaans voetbalelftal behaalde in april 1994 met de 5e plaats de hoogste positie op de FIFA-wereldranglijst, in november 1999 werd met de 82e plaats de laagste positie bereikt.
Het land won driemaal het Afrikaans kampioenschap voetbal en won eenmaal goud op de Olympische Spelen.

## Geschiedenis

### WK voetbal 1994
In 1994 nam Nigeria voor het eerst deel aan het hoofdtoernooi van het wereldkampioenschap voetbal, nadat het land eerder dat jaar de Afrika Cup had gewonnen in Tunesië. Uit dank voor die prestatie kregen de spelers van de nationale selectie één voor één een driekamerflat van de militaire leider van Nigeria, generaal Sani Abacha, bovenop de 20.000 gulden per persoon.
"We zijn naar de Verenigde Staten gekomen om aan te tonen dat Nigeria capabel genoeg is op een eindronde uit te komen", zei de Nederlandse bondscoach Clemens Westerhof na de imponerende 3-0 zege in de openingswedstrijd tegen Bulgarije. Zijn elftal won ook van Griekenland (2-0) en moest in de groepsfase alleen zijn meerdere erkennen in vice-wereldkampioen Argentinië: 1–2.
Zeventien van de 22 WK-spelers kwamen destijds uit in Europese competities, met als gevolg dat de voorbereiding van Westerhof op de mondiale titelstrijd verstoord werd. Niet alle spelers kregen van hun werkgever vrijaf voor het spelen van oefeninterlands. Een aantal weigerde zelf om telkens op te draven. Westerhof bleek bovendien niet bij alle spelers even geliefd te zijn. De selectie was tijdens de WK-eindronde verdeeld in een pro- en een anti-Westerhofkamp. Peter Rufai, de oud-doelman van Go Ahead Eagles, maakte deel uit van die laatste groep, net als middenvelder Augustine Okocha van Eintracht Frankfurt en Rashidi Yekini, de spits van Vitoria Setubal.
Met name Yekini stak zijn ongenoegen over Westerhof zelden onder stoelen of banken. De 30-jarige aanvaller, die tijdens de WK-kwalificatie maar liefst zeventien doelpunten had gemaakt, opende vlak voor de finale van de Afrika Cup de aanval. Volgens de Afrikaanse voetballer van het Jaar (1993) zou Westerhof zich meer bezighouden met transfers dan met de coaching. "Alle internationals denken er zo over, maar de meesten durven hun mond niet open te doen", zei Yekini in een interview. "Als je niet van zijn diensten als spelermakelaar gebruikmaakt, word je uit het team gezet." Ook bij het WK kwam het tot een confrontatie tussen Westerhof en Yekini. De spits was woedend op de coach, toen hij in de wedstrijd tegen Griekenland na 68 minuten werd gewisseld.
In de achtste finale verloor Nigeria vervolgens met 2-1 van de latere vice-wereldkampioen Italië. Na de nederlaag tegen Italië moest Westerhof het veld ruimen. Hij werd opgevolgd door zijn toenmalige assistent Jo Bonfrère, die twee jaar later in Atlanta de olympische titel won. De uitschakeling bij het WK-debuut was volkomen onnodig, zo concludeerden vele media. Nigeria stond kort voor tijd met 1-0 voor tegen tien Italianen, toen de Afrikanen zich frivoliteiten meenden te kunnen permitteren. Dat liep fout af, waarna Roberto Baggio het duel in de verlenging besliste in het voordeel van de Azzurri.
Twintig jaar later maakte regisseur John Appel een documentaire over de vijf bewogen jaren (1989-1994) dat Westerhof bondscoach was van het West-Afrikaanse land "Je moet bevriend zijn met de mensen met poen", zei Westerhof bij de presentatie van de documentaire in het Olympisch Stadion in Amsterdam. "Poen is macht en macht is waardering. Het nationale team was een ongeorganiseerde bende toen ik kwam. Het was een bushteam, met voetballers van overal en nergens. Alle spelers droegen een ander tenue. Er was nooit geld. Ik besloot rechtstreeks zaken te doen met de directe kring rond president Sani Abacha. Hij maakte het geld op een gegeven moment rechtstreeks naar mij over. Toen kon ik werken."

### Olympische Spelen 1996
Tot veler verrassing won de Nigeriaanse ploeg de gouden medaille op de Olympische Spelen van 1996. Dat gebeurde onder leiding van de Nederlandse bondscoach Jo Bonfrère, die tijdens het toernooi een beroep deed op twee dispensatiespelers: verdediger Uche Okechukwu (28) van Fenerbahçe en middenvelder Emmanuel Amunike (25) van Sporting Lissabon. Laatstgenoemde nam de winnende treffer (3-2) voor zijn rekening in de finale tegen Argentinië.
"Ik heb heel hard gewerkt om ze goed te laten voetballen, om discipline in het elftal te krijgen en ze de bereidheid bij te brengen om voor elkaar te werken", vertelde hij later in een interview met de Volkskrant. "Dat is een enorme klus geweest. Elke dag weer schreeuwen, misschien wel honderd keer op een dag trainingen stilleggen als een speler ging lopen met de bal terwijl een ander vrijstond. Maar uiteindelijk willen ze hard werken en dan kun je door hele dikke muren heen gaan."
Nadat Nigeria Brazilië met 4-3 had verslagen in de halve finale, zette de Afrikaanse ploeg met de Nederlandse coach de kroon op het werk. Nooit eerder waren Afrikaanse voetballers op de Olympische Spelen verder gekomen dan de derde plaats. Ghana had in 1992 de bronzen medaille gewonnen bij de Spelen van Barcelona.
Bonfrère, door zijn spelers 'Bonfrère Jo' genoemd, had het vrijwel voortdurend aan de stok met de kritische pers uit Nigeria, die volgens de Limburger veel invloed had.. "Zij vonden dat ik mijn selectiebeleid, opstelling en speelwijze moest veranderen." Ook na de eerste wedstrijd in het olympisch toernooi werd Bonfrère voorgehouden dat hij alles verkeerd deed. Na afloop van de finale in Athens weigerde hij vragen van de Nigeriaanse pers te beantwoorden.

### WK voetbal 1998
De Joegoslavische wereldburger Bora Milutinović, die eerder als coach werkzaam was geweest in de Verenigde Staten, Mexico en Costa Rica, fungeerde bij het Wereldkampioenschap voetbal 1998 in Frankrijk als de baas van de Super Eagles. Nigeria begon het toernooi indrukwekkend met overwinningen op Spanje (3-2) en Bulgarije (1-0). Maar opnieuw ontstond tweespalt en frictie, net als vier jaar eerder in Amerika was gebeurd. Na nederlagen tegen Paraguay (1-3) en Denemarken (1-4) moest de ploeg opnieuw voortijdig naar huis.
"De ploeg was wereldtop, maar tijdens het WK in '98 herkende ik ze niet meer", zei Bonfrère later tegen het weekblad Voetbal International. "Zijn dit wel dezelfde spelers, vroeg ik me af. Het probleem was dat niet de coach, maar de spelers de baas waren."
Milutinovic maakte na het toernooi plaats voor Thijs Libregts. De Rotterdammer won de strijd om de 'erebaan' van tal van andere Nederlandse kandidaten, zoals Ruud Gullit, Henk ten Cate en Ruud Krol. Libregts werd echter na een paar maanden in dienst van de NFA alweer ontslagen. Bonfrère werd zijn opvolger, terwijl hij na zijn vertrek in 1996 nog had gezegd nooit meer terug te gaan naar Lagos. "Er is sprake van desorganisatie en je wordt tegengewerkt door officials en politici die op alles hun stempel willen drukken."

### WK voetbal 2002
Ook in 2002 moesten The Super Eagles voortijdig naar huis. Dat was een hard gelag voor bondscoach Adegboye Onigbinde, die bij Nigeria's derde WK-optreden miminaal had ingezet op een evenaring van de tot dusver beste prestaties (1994 en '98): een plaats in de tweede ronde. Maar die opdracht bleek te hoog gegrepen. Het onheil riep de coach deels over zichzelf af door in de voorbereiding twee oudgedienden (Sunday Oliseh en Finidi George) buiten de selectie te houden. Voorafgaand aan het beslissende duel tegen Zweden had president Olusegun Obasanjo zowel de coach als een aantal spelers telefonisch een hart onder de riem gestoken.

### WK voetbal 2010
Na het WK-toernooi in Duitsland (2006) te hebben gemist, wist Nigeria zich wel te plaatsen voor de eerste WK-eindronde op het eigen Afrikaanse continent. Voorafgaand aan de eindronde in Zuid-Afrika eindigde Nigeria voor de zevende keer als derde in het toernooi om de Afrika Cup, dat ditmaal werd gehouden in Angola. In de strijd om de derde plaats versloegen de Super Eagles, in 1980 en 1994 winnaar van de beker, Algerije met 1-0 door een treffer van Victor Obinna. Desondanks werd bondscoach Shaibu Amodu kort daarop ontslagen door de Nigeriaanse bond. Hij kreeg veel kritiek op het matige spel van de nationale selectie.
De ploeg stond daarna onder leiding van de ervaren Zweedse bondscoach Lars Lagerbäck. Hij was in februari aangesteld door de Nigeriaanse voetbalbond na het ontslag van Amodu. Hij had vooraf hoge verwachtingen van zijn selectie. "De halve finale? Dat is zeker mogelijk. Er loopt zo veel kwaliteit rond, nu moeten we er een team van maken. Je begint altijd aan een toernooi met de overtuiging dat je meedoet om de eindzege", aldus Lagerbäck in april De keuze viel uiteindelijk op Lagerbäck, die juist door het mislopen van het WK 2010 zijn baan als bondscoach van Zweden opzegde. Hij bekleedde die functie sinds 2000. In eerste instantie nog samen met Tommy Söderberg; sinds 2002 stond Lagerbäck alleen aan het roer.
Op de eindronde wist Nigeria geen indruk te maken. De ploeg verloor in de openingswedstrijd met 1-0 van Argentinië door een vroege treffer van verdediger Gabriel Heinze. Ook het tweede duel ging verloren voor The Super Eagles. Nigeria kwam op 17 juni in Bloemfontein weliswaar aan de leiding tegen Griekenland door een doelpunt van Kalu Uche, maar nog voor rust kwamen de Grieken langszij via Dimitrios Salpigidis, waarna Vasilis Torosidis het vonnis in de tweede helft velde.
In de derde en beslissende wedstrijd tegen Zuid-Korea deed Lagerbäck een beroep op oudgediende Nwankwo Kanu. De oud-speler van Ajax, 33 jaar inmiddels, was in de wedstrijden tegen Argentinië en Griekenland nog negentig minuten lang op de bank gebleven. Ook ditmaal begonnen de Nigerianen goed. Na twaalf minuten zette Kalu Uche de ploeg op voorsprong. Een verdedigende fout lag even later ook aan de basis van de gelijkmaker. Bij een vrije trap van de Koreanen dacht Rabiu Afolabi dat hij alle tijd had. Lee Jung-soo profiteerde: 1-1. Kort na rust nam Zuid-Korea de leiding via Park Chu-Young. Yakubu Aiyegbeni bepaalde de eindstand op 2-2 door twintig minuten voor tijd een strafschop te benutten. Door de puntendeling eindigden de Nigerianen als vierde en laatste in de groep en was het WK-avontuur opnieuw voortijdig ten einde.

### WK voetbal 2014
Nigeria wist zich onder leiding van oud-international Stephen Keshi te plaatsen voor de WK-eindronde 2014 in Brazilië. Ditmaal wist het West-Afrikaanse land door te dringen tot de tweede ronde. Daarin verloor de ploeg met 2-0 van Frankrijk, al was Nigeria in de achtste finale 70 minuten lang gelijkwaardig aan Les Bleus, dat Mark Geiger en Vincent Enyeama dankbaar mocht zijn, zo schreef de Volkskrant na afloop van het duel
De Amerikaanse scheidsrechter vergat Blaise Matuidi aan het begin van de tweede helft rood te geven. Doelman Enyeama van Nigeria ging ruim tien minuten voor tijd opzichtig in de fout, waarna de Franse middenvelder Paul Pogba de bal binnen kon koppen. In blessuretijd werd het nog 2-0 door een eigen doelpunt van verdediger Joseph Yobo.
Direct na de uitschakeling tegen Frankrijk (2-0) maakte Keshi bekend met onmiddellijke ingang te stoppen als bondscoach. Hij maakte zijn afscheid wereldkundig via Twitter: "Vrienden, het was een mooie tijd en ik heb van elk moment genoten. Het was een eer om de SuperEagles te coachen. Het is echter tijd om ermee te stoppen".

### WK voetbal 2018
Nigeria presenteerde Paul Le Guen op 19 juli 2016 als de nieuwe bondscoach van het nationale voetbalelftal als opvolger van de opgestapte oud-Ajacied Sunday Oliseh. Een dag later echter werd duidelijk dat de 52-jarige Fransman toch niet de nieuwe leidsman van Nigeria zou worden. Bij het tekenen van het contract bleek dat hij in Nigeria moest komen wonen en Le Guen weigerde dat.
Na die mislukking stelde de bond de voormalige interim-bondscoach Salisu Yusuf aan. Hij won als speler van de Nigeriaanse club El Kanemi Warriors tweemaal de nationale beker. Ook was hij actief als trainer-coach van drie Nigeriaanse clubs. Yusuf kreeg later Gernot Rohr naast zich. De Duitser werd op 9 augustus 2016 aangesteld als technisch adviseur van de nationale ploeg.
Op zaterdag 7 oktober 2017 wist Nigeria zich dankzij een 1-0 zege op Zambia als eerste Afrikaanse land te plaatsen voor de WK-eindronde 2018 in Rusland. De enige treffer in die wedstrijd kwam in de 73ste minuut op naam van Arsenal-invaller Alex Iwobi. Het wordt de zesde WK-deelname voor The Super Eagles. Bij de loting voor het WK werd Nigeria ingedeeld in poule D samen met Argentinië, IJsland en Kroatië. In de eerste wedstrijd van de WK-eindronde, op zaterdag 16 juni, verloren de Nigerianen in Kaliningrad met 2-0 van Kroatië door een eigen doelpunt van Oghenekaro Etebo en een rake strafschop van sterspeler Luka Modrić.

## Deelname aan internationale toernooien

### Wereldkampioenschap
| Wereldkampioenschap voetbal overzicht | Wereldkampioenschap voetbal overzicht | Wereldkampioenschap voetbal overzicht | Wereldkampioenschap voetbal overzicht | Wereldkampioenschap voetbal overzicht | Wereldkampioenschap voetbal overzicht | Wereldkampioenschap voetbal overzicht | Wereldkampioenschap voetbal overzicht | Wereldkampioenschap voetbal overzicht |
| Jaar                                  | Ronde                                 | Wed.                                  | W                                     | G                                     | V                                     | DV                                    | DT                                    | Kwal                                  |
| ------------------------------------- | ------------------------------------- | ------------------------------------- | ------------------------------------- | ------------------------------------- | ------------------------------------- | ------------------------------------- | ------------------------------------- | ------------------------------------- |
| 1962                                  | Niet gekwalificeerd                   | Niet gekwalificeerd                   | Niet gekwalificeerd                   | Niet gekwalificeerd                   | Niet gekwalificeerd                   | Niet gekwalificeerd                   | Niet gekwalificeerd                   | Niet gekwalificeerd                   |
| 1966                                  | Teruggetrokken                        | Teruggetrokken                        | Teruggetrokken                        | Teruggetrokken                        | Teruggetrokken                        | Teruggetrokken                        | Teruggetrokken                        | Teruggetrokken                        |
| 1970                                  | Niet gekwalificeerd                   | Niet gekwalificeerd                   | Niet gekwalificeerd                   | Niet gekwalificeerd                   | Niet gekwalificeerd                   | Niet gekwalificeerd                   | Niet gekwalificeerd                   | Niet gekwalificeerd                   |
| 1974                                  | Niet gekwalificeerd                   | Niet gekwalificeerd                   | Niet gekwalificeerd                   | Niet gekwalificeerd                   | Niet gekwalificeerd                   | Niet gekwalificeerd                   | Niet gekwalificeerd                   | Niet gekwalificeerd                   |
| 1978                                  | Niet gekwalificeerd                   | Niet gekwalificeerd                   | Niet gekwalificeerd                   | Niet gekwalificeerd                   | Niet gekwalificeerd                   | Niet gekwalificeerd                   | Niet gekwalificeerd                   | Niet gekwalificeerd                   |
| 1982                                  | Niet gekwalificeerd                   | Niet gekwalificeerd                   | Niet gekwalificeerd                   | Niet gekwalificeerd                   | Niet gekwalificeerd                   | Niet gekwalificeerd                   | Niet gekwalificeerd                   | Niet gekwalificeerd                   |
| 1986                                  | Niet gekwalificeerd                   | Niet gekwalificeerd                   | Niet gekwalificeerd                   | Niet gekwalificeerd                   | Niet gekwalificeerd                   | Niet gekwalificeerd                   | Niet gekwalificeerd                   | Niet gekwalificeerd                   |
| 1990                                  | Niet gekwalificeerd                   | Niet gekwalificeerd                   | Niet gekwalificeerd                   | Niet gekwalificeerd                   | Niet gekwalificeerd                   | Niet gekwalificeerd                   | Niet gekwalificeerd                   | Niet gekwalificeerd                   |
| 1994                                  | Achtste finale                        | 4                                     | 2                                     | 0                                     | 2                                     | 7                                     | 4                                     | (Kwal.)                               |
| 1998                                  | Achtste finale                        | 4                                     | 2                                     | 0                                     | 2                                     | 6                                     | 9                                     | (Kwal.)                               |
| 2002                                  | Groepsfase                            | 3                                     | 0                                     | 1                                     | 2                                     | 1                                     | 3                                     | (Kwal.)                               |
| 2006                                  | Niet gekwalificeerd                   | Niet gekwalificeerd                   | Niet gekwalificeerd                   | Niet gekwalificeerd                   | Niet gekwalificeerd                   | Niet gekwalificeerd                   | Niet gekwalificeerd                   | Niet gekwalificeerd                   |
| 2010                                  | Groepsfase                            | 3                                     | 0                                     | 1                                     | 2                                     | 3                                     | 5                                     | (Kwal.)                               |
| 2014                                  | Achtste finale                        | 4                                     | 1                                     | 1                                     | 2                                     | 3                                     | 5                                     | (Kwal.)                               |
| 2018                                  | Groepsfase                            | 3                                     | 1                                     | 0                                     | 2                                     | 3                                     | 4                                     | (Kwal.)                               |
| 2022                                  | Niet gekwalificeerd                   | Niet gekwalificeerd                   | Niet gekwalificeerd                   | Niet gekwalificeerd                   | Niet gekwalificeerd                   | Niet gekwalificeerd                   | Niet gekwalificeerd                   | Niet gekwalificeerd                   |

### Confederations Cup
| Koning Fahd Cup overzicht    | Koning Fahd Cup overzicht | Koning Fahd Cup overzicht | Koning Fahd Cup overzicht | Koning Fahd Cup overzicht | Koning Fahd Cup overzicht | Koning Fahd Cup overzicht | Koning Fahd Cup overzicht | Koning Fahd Cup overzicht |
| Jaar                         | Ronde                     | Wed.                      | W                         | G                         | V                         | DV                        | DT                        |                           |
| ---------------------------- | ------------------------- | ------------------------- | ------------------------- | ------------------------- | ------------------------- | ------------------------- | ------------------------- | ------------------------- |
| 1995                         | Vierde                    | 4                         | 1                         | 3                         | 0                         | 4                         | 1                         |                           |
| Confederations Cup overzicht |                           |                           |                           |                           |                           |                           |                           |                           |
| 2013                         | Groepsfase                | 3                         | 1                         | 0                         | 2                         | 7                         | 6                         |                           |

### Afrika Cup
| Afrika Cup overzicht | Afrika Cup overzicht     | Afrika Cup overzicht     | Afrika Cup overzicht     | Afrika Cup overzicht     | Afrika Cup overzicht     | Afrika Cup overzicht     | Afrika Cup overzicht     | Afrika Cup overzicht     | Afrika Cup overzicht     |
| Jaar                 | Ronde                    | Plaats                   | Wed.                     | W                        | G                        | V                        | DV                       | DT                       | Kwal                     |
| -------------------- | ------------------------ | ------------------------ | ------------------------ | ------------------------ | ------------------------ | ------------------------ | ------------------------ | ------------------------ | ------------------------ |
| 1962                 | Teruggetrokken           | Teruggetrokken           | Teruggetrokken           | Teruggetrokken           | Teruggetrokken           | Teruggetrokken           | Teruggetrokken           | Teruggetrokken           | Teruggetrokken           |
| 1963                 | Groepsfase               | 6de                      | 2                        | 0                        | 0                        | 2                        | 3                        | 10                       | (Kwal.)                  |
| 1965                 | Teruggetrokken           | Teruggetrokken           | Teruggetrokken           | Teruggetrokken           | Teruggetrokken           | Teruggetrokken           | Teruggetrokken           | Teruggetrokken           | Teruggetrokken           |
| 1968                 | Niet gekwalificeerd      | Niet gekwalificeerd      | Niet gekwalificeerd      | Niet gekwalificeerd      | Niet gekwalificeerd      | Niet gekwalificeerd      | Niet gekwalificeerd      | Niet gekwalificeerd      | Niet gekwalificeerd      |
| 1970                 | Teruggetrokken           | Teruggetrokken           | Teruggetrokken           | Teruggetrokken           | Teruggetrokken           | Teruggetrokken           | Teruggetrokken           | Teruggetrokken           | Teruggetrokken           |
| 1972                 | Niet gekwalificeerd      | Niet gekwalificeerd      | Niet gekwalificeerd      | Niet gekwalificeerd      | Niet gekwalificeerd      | Niet gekwalificeerd      | Niet gekwalificeerd      | Niet gekwalificeerd      | Niet gekwalificeerd      |
| 1974                 | Niet gekwalificeerd      | Niet gekwalificeerd      | Niet gekwalificeerd      | Niet gekwalificeerd      | Niet gekwalificeerd      | Niet gekwalificeerd      | Niet gekwalificeerd      | Niet gekwalificeerd      | Niet gekwalificeerd      |
| 1976                 | Finalegroep              | 3de                      | 6                        | 3                        | 1                        | 2                        | 11                       | 10                       | (Kwal.)                  |
| 1978                 | Troostfinale             | 3de                      | 5                        | 2                        | 2                        | 1                        | 8                        | 5                        | (Kwal.)                  |
| 1980                 | Kampioen                 | 1ste                     | 5                        | 4                        | 1                        | 0                        | 8                        | 1                        |                          |
| 1982                 | Groepsfase               | 6de                      | 3                        | 1                        | 0                        | 2                        | 4                        | 5                        |                          |
| 1984                 | Finale                   | 2de                      | 5                        | 1                        | 3                        | 1                        | 7                        | 8                        | (Kwal.)                  |
| 1986                 | Niet gekwalificeerd      | Niet gekwalificeerd      | Niet gekwalificeerd      | Niet gekwalificeerd      | Niet gekwalificeerd      | Niet gekwalificeerd      | Niet gekwalificeerd      | Niet gekwalificeerd      | Niet gekwalificeerd      |
| 1988                 | Finale                   | 2de                      | 5                        | 1                        | 3                        | 1                        | 5                        | 3                        | (Kwal.)                  |
| 1990                 | Finale                   | 2de                      | 5                        | 3                        | 0                        | 2                        | 3                        | 8                        | (Kwal.)                  |
| 1992                 | Troostfinale             | 3de                      | 5                        | 4                        | 0                        | 1                        | 8                        | 5                        | (Kwal.)                  |
| 1994                 | Kampioen                 | 1ste                     | 5                        | 3                        | 2                        | 0                        | 9                        | 3                        | (Kwal.)                  |
| 1996                 | Teruggetrokken           | Teruggetrokken           | Teruggetrokken           | Teruggetrokken           | Teruggetrokken           | Teruggetrokken           | Teruggetrokken           | Teruggetrokken           | Teruggetrokken           |
| 1998                 | Uitgesloten van deelname | Uitgesloten van deelname | Uitgesloten van deelname | Uitgesloten van deelname | Uitgesloten van deelname | Uitgesloten van deelname | Uitgesloten van deelname | Uitgesloten van deelname | Uitgesloten van deelname |
| 2000                 | Finale                   | 2de                      | 6                        | 4                        | 2                        | 0                        | 12                       | 5                        | g                        |
| 2002                 | Troostfinale             | 3de                      | 6                        | 3                        | 2                        | 1                        | 4                        | 2                        | (Kwal.)                  |

| Afrika Cup overzicht | Afrika Cup overzicht | Afrika Cup overzicht | Afrika Cup overzicht | Afrika Cup overzicht | Afrika Cup overzicht | Afrika Cup overzicht | Afrika Cup overzicht | Afrika Cup overzicht | Afrika Cup overzicht |
| Jaar                 | Ronde                | Plaats               | Wed.                 | W                    | G                    | V                    | DV                   | DT                   | Kwal                 |
| -------------------- | -------------------- | -------------------- | -------------------- | -------------------- | -------------------- | -------------------- | -------------------- | -------------------- | -------------------- |
| 2004                 | Troostfinale         | 3de                  | 6                    | 4                    | 1                    | 1                    | 11                   | 5                    | (Kwal.)              |
| 2006                 | Troostfinale         | 3de                  | 6                    | 4                    | 1                    | 1                    | 7                    | 3                    | (Kwal.)              |
| 2008                 | Kwartfinale          | 7de                  | 4                    | 1                    | 1                    | 2                    | 3                    | 3                    | (Kwal.)              |
| 2010                 | Troostfinale         | 3de                  | 6                    | 3                    | 1                    | 2                    | 6                    | 4                    | (Kwal.)              |
| 2012                 | Niet gekwalificeerd  | Niet gekwalificeerd  | Niet gekwalificeerd  | Niet gekwalificeerd  | Niet gekwalificeerd  | Niet gekwalificeerd  | Niet gekwalificeerd  | Niet gekwalificeerd  | Niet gekwalificeerd  |
| 2013                 | Kampioen             | 1ste                 | 5                    | 4                    | 2                    | 0                    | 11                   | 4                    | (Kwal.)              |
| 2015                 | Niet gekwalificeerd  | Niet gekwalificeerd  | Niet gekwalificeerd  | Niet gekwalificeerd  | Niet gekwalificeerd  | Niet gekwalificeerd  | Niet gekwalificeerd  | Niet gekwalificeerd  | Niet gekwalificeerd  |
| 2017                 | Niet gekwalificeerd  | Niet gekwalificeerd  | Niet gekwalificeerd  | Niet gekwalificeerd  | Niet gekwalificeerd  | Niet gekwalificeerd  | Niet gekwalificeerd  | Niet gekwalificeerd  | Niet gekwalificeerd  |
| 2019                 | Derde                | 3de                  | 7                    | 5                    | 0                    | 2                    | 9                    | 7                    | (Kwal.)              |
| 2021                 | Achtste finale       |                      | 4                    | 3                    | 0                    | 1                    | 6                    | 2                    | (Kwal.)              |
| 2023                 | Tweede               | 2de                  | 7                    | 4                    | 2                    | 1                    | 8                    | 4                    | (Kwal.)              |
| 2025                 |                      |                      |                      |                      |                      |                      |                      |                      | (Kwal.)              |
| Totaal               | 3 titels             | 20/31                | 104                  | 57                   | 24                   | 23                   | 143                  | 97                   |                      |

### African Championship of Nations
| African Championship of Nations overzicht | African Championship of Nations overzicht | African Championship of Nations overzicht | African Championship of Nations overzicht | African Championship of Nations overzicht | African Championship of Nations overzicht | African Championship of Nations overzicht | African Championship of Nations overzicht | African Championship of Nations overzicht |
| Jaar                                      | Ronde                                     | Wed.                                      | W                                         | G                                         | V                                         | DV                                        | DT                                        | Kwal                                      |
| ----------------------------------------- | ----------------------------------------- | ----------------------------------------- | ----------------------------------------- | ----------------------------------------- | ----------------------------------------- | ----------------------------------------- | ----------------------------------------- | ----------------------------------------- |
| 2009                                      | Niet gekwalificeerd                       | Niet gekwalificeerd                       | Niet gekwalificeerd                       | Niet gekwalificeerd                       | Niet gekwalificeerd                       | Niet gekwalificeerd                       | Niet gekwalificeerd                       | Niet gekwalificeerd                       |
| 2011                                      | Niet gekwalificeerd                       | Niet gekwalificeerd                       | Niet gekwalificeerd                       | Niet gekwalificeerd                       | Niet gekwalificeerd                       | Niet gekwalificeerd                       | Niet gekwalificeerd                       | Niet gekwalificeerd                       |
| 2014                                      | Derde                                     | 6                                         | 4                                         | 1                                         | 1                                         | 13                                        | 8                                         | (Kwal.)                                   |
| 2016                                      | Groepsfase                                | 3                                         | 1                                         | 1                                         | 1                                         | 5                                         | 3                                         | (Kwal.)                                   |
| 2018                                      | Tweede                                    | 6                                         | 4                                         | 1                                         | 1                                         | 7                                         | 6                                         | (Kwal.)                                   |
| 2020                                      | Niet gekwalificeerd                       | Niet gekwalificeerd                       | Niet gekwalificeerd                       | Niet gekwalificeerd                       | Niet gekwalificeerd                       | Niet gekwalificeerd                       | Niet gekwalificeerd                       | Niet gekwalificeerd                       |
| 2022                                      | Niet gekwalificeerd                       | Niet gekwalificeerd                       | Niet gekwalificeerd                       | Niet gekwalificeerd                       | Niet gekwalificeerd                       | Niet gekwalificeerd                       | Niet gekwalificeerd                       | Niet gekwalificeerd                       |

1. ↑  Nigeria werd gedurende de kwalificatie gastland waardoor het zich automatisch kwalificeerde.

### West African Nations Cup
| West African Nations Cup overzicht | West African Nations Cup overzicht | West African Nations Cup overzicht | West African Nations Cup overzicht | West African Nations Cup overzicht | West African Nations Cup overzicht | West African Nations Cup overzicht | West African Nations Cup overzicht | West African Nations Cup overzicht |
| Jaar                               | Ronde                              | Wed.                               | W                                  | G                                  | V                                  | DV                                 | DT                                 |                                    |
| ---------------------------------- | ---------------------------------- | ---------------------------------- | ---------------------------------- | ---------------------------------- | ---------------------------------- | ---------------------------------- | ---------------------------------- | ---------------------------------- |
| 1982                               | Teruggetrokken                     | Teruggetrokken                     | Teruggetrokken                     | Teruggetrokken                     | Teruggetrokken                     | Teruggetrokken                     | Teruggetrokken                     | Teruggetrokken                     |
| 1983                               | Geen deelname                      | Geen deelname                      | Geen deelname                      | Geen deelname                      | Geen deelname                      | Geen deelname                      | Geen deelname                      | Geen deelname                      |
| 1984                               | Geen deelname                      | Geen deelname                      | Geen deelname                      | Geen deelname                      | Geen deelname                      | Geen deelname                      | Geen deelname                      | Geen deelname                      |
| 1986                               | Geen deelname                      | Geen deelname                      | Geen deelname                      | Geen deelname                      | Geen deelname                      | Geen deelname                      | Geen deelname                      | Geen deelname                      |
| 1987                               | Derde                              | 5                                  | 2                                  | 1                                  | 2                                  | 8                                  | 7                                  |                                    |
| Totaal                             | 1/5                                | 5                                  | 2                                  | 1                                  | 2                                  | 8                                  | 7                                  |                                    |

### WAFU Nations Cup
| WAFU Nations Cup overzicht | WAFU Nations Cup overzicht | WAFU Nations Cup overzicht | WAFU Nations Cup overzicht | WAFU Nations Cup overzicht | WAFU Nations Cup overzicht | WAFU Nations Cup overzicht | WAFU Nations Cup overzicht | WAFU Nations Cup overzicht |
| Jaar                       | Ronde                      | Wed.                       | W                          | G                          | V                          | DV                         | DT                         |                            |
| -------------------------- | -------------------------- | -------------------------- | -------------------------- | -------------------------- | -------------------------- | -------------------------- | -------------------------- | -------------------------- |
| 2010                       | Kampioen                   | 5                          | 5                          | 0                          | 0                          | 14                         | 1                          |                            |
| 2011                       | Tweede                     | 4                          | 3                          | 0                          | 1                          | 9                          | 4                          |                            |
| 2013                       | Geen deelname              | Geen deelname              | Geen deelname              | Geen deelname              | Geen deelname              | Geen deelname              | Geen deelname              | Geen deelname              |
| 2017                       | Tweede                     | 6                          | 3                          | 2                          | 1                          | 6                          | 4                          |                            |
| 2019                       | Verliezerscompetitie       | 2                          | 0                          | 1                          | 1                          | 2                          | 3                          |                            |

## FIFA-wereldranglijst[15]
| 1993 | 1994 | 1995 | 1996 | 1997 | 1998 | 1999 | 2000 | 2001 | 2002 | 2003 | 2004 | 2005 | 2006 | 2007 | 2008 | 2009 | 2010 | 2011 | 2012 | 2013 | 2014 | 2015 | 2016 | 2017 | 2018 |
| ---- | ---- | ---- | ---- | ---- | ---- | ---- | ---- | ---- | ---- | ---- | ---- | ---- | ---- | ---- | ---- | ---- | ---- | ---- | ---- | ---- | ---- | ---- | ---- | ---- | ---- |
| 18   | 12   | 27   | 63   | 71   | 65   | 76   | 52   | 40   | 29   | 35   | 21   | 24   | 9    | 20   | 19   | 22   | 32   | 43   | 52   | 37   | 43   | 66   | 51   | 51   | 44   |

## Bekende spelers
- Ayodele Adeleye
- Julius Aghahowa
- Oluwafemi Ajilore
- Joseph Akpala
- Daniel Amokachi
- Emmanuel Amunike
- Tijjani Babangida
- Celestine Babayaro
- Efan Ekoku
- Finidi George
- Victor Ikpeba
- Nwankwo Kanu
- Obafemi Martins
- Mike Obiku
- John Obi Mikel
- Victor Moses
- Kennedy Nwanganga
- Augustine Okocha
- Sunday Oliseh
- Peter Rufai
- Taye Taiwo
- Taribo West
- Rashidi Yekini
- Joseph Yobo

## Huidige selectie
De volgende spelers maken deel uit van de selectie voor het WK 2018 in Rusland.
| Nr.         | Naam               | Wed. | Dlpnt. | Club                   |
| ----------- | ------------------ | ---- | ------ | ---------------------- |
| Doel        |                    |      |        |                        |
| 1           | Daniel Akpeyi      | 7    | 0      | Chippa United          |
| 16          | Ikechukwu Ezenwa   | 24   | 0      | Enyimba                |
| 23          | Francis Uzoho      | 6    | 0      | Deportivo La Coruña    |
| Verdediging |                    |      |        |                        |
| 2           | Brian Idowu        | 5    | 1      | Amkar Perm             |
| 3           | Elderson Echiéjilé | 62   | 3      | Cercle Brugge          |
| 4           | Kenneth Omeruo     | 39   | 0      | Kasımpaşa              |
| 5           | William Ekong      | 22   | 1      | Udinese                |
| 6           | Leon Balogun       | 19   | 0      | Brighton & Hove Albion |
| 12          | Shehu Abdullahi    | 25   | 0      | Bursaspor              |
| 20          | Chidozie Awaziem   | 4    | 0      | FC Nantes              |
| 21          | Tyronne Ebuehi     | 7    | 0      | ADO Den Haag           |
| Middenveld  |                    |      |        |                        |
| 8           | Oghenekaro Etebo   | 14   | 1      | Stoke City             |
| 10          | John Obi Mikel     | 85   | 6      | Trabzonspor            |
| 11          | Victor Moses       | 34   | 11     | Chelsea                |
| 13          | Wilfred Ndidi      | 17   | 0      | Leicester City         |
| 17          | Ogenyi Onazi       | 52   | 1      | Trabzonspor            |
| 19          | John Ogu           | 20   | 2      | Hapoel Beër Sjeva      |
| 22          | Joel Obi           | 17   | 0      | Torino                 |
| Aanval      |                    |      |        |                        |
| 7           | Ahmed Musa         | 72   | 13     | CSKA Moskou            |
| 9           | Odion Ighalo       | 19   | 4      | Changchun Yatai        |
| 14          | Kelechi Iheanacho  | 18   | 8      | Leicester City         |
| 15          | Simeon Nwankwo     | 2    | 0      | Crotone                |
| 18          | Alex Iwobi         | 19   | 5      | Everton                |

## Selecties

### Wereldkampioenschap
| Selectie van Nigeria tijdens het Wereldkampioenschap 1994 | Selectie van Nigeria tijdens het Wereldkampioenschap 1994 | Selectie van Nigeria tijdens het Wereldkampioenschap 1994 | Selectie van Nigeria tijdens het Wereldkampioenschap 1994 | Selectie van Nigeria tijdens het Wereldkampioenschap 1994 | Selectie van Nigeria tijdens het Wereldkampioenschap 1994 | Selectie van Nigeria tijdens het Wereldkampioenschap 1994 | Selectie van Nigeria tijdens het Wereldkampioenschap 1994 | Selectie van Nigeria tijdens het Wereldkampioenschap 1994 |
| №                                                         | Naam                                                      | Wed.                                                      | Dlpnt.                                                    | Club                                                      |                                                           |                                                           |                                                           |                                                           |
| --------------------------------------------------------- | --------------------------------------------------------- | --------------------------------------------------------- | --------------------------------------------------------- | --------------------------------------------------------- | --------------------------------------------------------- | --------------------------------------------------------- | --------------------------------------------------------- | --------------------------------------------------------- |
| Doel                                                      |                                                           |                                                           |                                                           |                                                           |                                                           |                                                           |                                                           |                                                           |
| 1                                                         | Peter Rufai                                               |                                                           |                                                           | SC Farense                                                |                                                           |                                                           |                                                           |                                                           |
| 16                                                        | Alloysius Agu                                             |                                                           |                                                           | Kayserispor                                               |                                                           |                                                           |                                                           |                                                           |
| 22                                                        | Wilfred Agbonavbare                                       |                                                           |                                                           | Rayo Vallecano                                            |                                                           |                                                           |                                                           |                                                           |
| Verdediging                                               |                                                           |                                                           |                                                           |                                                           |                                                           |                                                           |                                                           |                                                           |
| 2                                                         | Augustine Eguavoen                                        |                                                           |                                                           | KV Kortrijk                                               |                                                           |                                                           |                                                           |                                                           |
| 3                                                         | Ben Iroha                                                 |                                                           |                                                           | Vitesse                                                   |                                                           |                                                           |                                                           |                                                           |
| 4                                                         | Stephen Keshi                                             |                                                           |                                                           | RWD Molenbeek                                             |                                                           |                                                           |                                                           |                                                           |
| 5                                                         | Uche Okechukwu                                            |                                                           |                                                           | Fenerbahçe                                                |                                                           |                                                           |                                                           |                                                           |
| 6                                                         | Chidi Nwanu                                               |                                                           |                                                           | RSC Anderlecht                                            |                                                           |                                                           |                                                           |                                                           |
| 19                                                        | Michael Emenalo                                           |                                                           |                                                           | Eintracht Trier                                           |                                                           |                                                           |                                                           |                                                           |
| 20                                                        | Uche Okafor                                               |                                                           |                                                           | MS Asjdod                                                 |                                                           |                                                           |                                                           |                                                           |
| Middenveld                                                |                                                           |                                                           |                                                           |                                                           |                                                           |                                                           |                                                           |                                                           |
| 8                                                         | Thompson Oliha                                            |                                                           |                                                           | Africa Sports                                             |                                                           |                                                           |                                                           |                                                           |
| 10                                                        | Jay Jay Okocha                                            |                                                           |                                                           | Eintracht Frankfurt                                       |                                                           |                                                           |                                                           |                                                           |
| 13                                                        | Emeka Ezeugo                                              |                                                           |                                                           | BK Fremad Amager                                          |                                                           |                                                           |                                                           |                                                           |
| 15                                                        | Sunday Oliseh                                             |                                                           |                                                           | AC Reggiana                                               |                                                           |                                                           |                                                           |                                                           |
| 18                                                        | Efan Ekoku                                                |                                                           |                                                           | Norwich City                                              |                                                           |                                                           |                                                           |                                                           |
| 21                                                        | Mutiu Adepoju                                             |                                                           |                                                           | Racing Santander                                          |                                                           |                                                           |                                                           |                                                           |
| Aanval                                                    |                                                           |                                                           |                                                           |                                                           |                                                           |                                                           |                                                           |                                                           |
| 7                                                         | Finidi George                                             |                                                           |                                                           | AFC Ajax                                                  |                                                           |                                                           |                                                           |                                                           |
| 9                                                         | Rashidi Yekini                                            |                                                           |                                                           | Olympiakos Piraeus                                        |                                                           |                                                           |                                                           |                                                           |
| 11                                                        | Emmanuel Amunike                                          |                                                           |                                                           | Sporting Lissabon                                         |                                                           |                                                           |                                                           |                                                           |
| 12                                                        | Samson Siasia                                             |                                                           |                                                           | FC Nantes                                                 |                                                           |                                                           |                                                           |                                                           |
| 14                                                        | Daniel Amokachi                                           |                                                           |                                                           | Club Brugge                                               |                                                           |                                                           |                                                           |                                                           |
| 17                                                        | Victor Ikpeba                                             |                                                           |                                                           | AS Monaco                                                 |                                                           |                                                           |                                                           |                                                           |
| Bondscoach: Clemens Westerhof                             |                                                           |                                                           |                                                           |                                                           |                                                           |                                                           |                                                           |                                                           |

| Selectie van Nigeria tijdens het Wereldkampioenschap 1998 | Selectie van Nigeria tijdens het Wereldkampioenschap 1998 | Selectie van Nigeria tijdens het Wereldkampioenschap 1998 | Selectie van Nigeria tijdens het Wereldkampioenschap 1998 | Selectie van Nigeria tijdens het Wereldkampioenschap 1998 | Selectie van Nigeria tijdens het Wereldkampioenschap 1998 | Selectie van Nigeria tijdens het Wereldkampioenschap 1998 | Selectie van Nigeria tijdens het Wereldkampioenschap 1998 | Selectie van Nigeria tijdens het Wereldkampioenschap 1998 |
| №                                                         | Naam                                                      | Wed.                                                      | Dlpnt.                                                    | Club                                                      |                                                           |                                                           |                                                           |                                                           |
| --------------------------------------------------------- | --------------------------------------------------------- | --------------------------------------------------------- | --------------------------------------------------------- | --------------------------------------------------------- | --------------------------------------------------------- | --------------------------------------------------------- | --------------------------------------------------------- | --------------------------------------------------------- |
| Doel                                                      |                                                           |                                                           |                                                           |                                                           |                                                           |                                                           |                                                           |                                                           |
| 1                                                         | Peter Rufai                                               |                                                           |                                                           | Deportivo La Coruña                                       |                                                           |                                                           |                                                           |                                                           |
| 12                                                        | Willy Okpara                                              |                                                           |                                                           | Orlando Pirates                                           |                                                           |                                                           |                                                           |                                                           |
| 22                                                        | Abiodun Baruwa                                            |                                                           |                                                           | FC Sion                                                   |                                                           |                                                           |                                                           |                                                           |
| Verdediging                                               |                                                           |                                                           |                                                           |                                                           |                                                           |                                                           |                                                           |                                                           |
| 2                                                         | Mobi Oparaku                                              |                                                           |                                                           | KFC Turnhout                                              |                                                           |                                                           |                                                           |                                                           |
| 3                                                         | Celestine Babayaro                                        |                                                           |                                                           | Chelsea                                                   |                                                           |                                                           |                                                           |                                                           |
| 5                                                         | Uche Okechukwu                                            |                                                           |                                                           | Fenerbahçe                                                |                                                           |                                                           |                                                           |                                                           |
| 6                                                         | Taribo West                                               |                                                           |                                                           | Internazionale                                            |                                                           |                                                           |                                                           |                                                           |
| 16                                                        | Uche Okafor                                               |                                                           |                                                           | Kansas City Wizards                                       |                                                           |                                                           |                                                           |                                                           |
| 17                                                        | Augustine Eguavoen                                        |                                                           |                                                           | Torpedo Moskou                                            |                                                           |                                                           |                                                           |                                                           |
| 19                                                        | Ben Iroha                                                 |                                                           |                                                           | Elche CF                                                  |                                                           |                                                           |                                                           |                                                           |
| 21                                                        | Godwin Okpara                                             |                                                           |                                                           | RC Strasbourg                                             |                                                           |                                                           |                                                           |                                                           |
| Middenveld                                                |                                                           |                                                           |                                                           |                                                           |                                                           |                                                           |                                                           |                                                           |
| 8                                                         | Mutiu Adepoju                                             |                                                           |                                                           | Real Sociedad                                             |                                                           |                                                           |                                                           |                                                           |
| 10                                                        | Jay Jay Okocha                                            |                                                           |                                                           | Fenerbahçe                                                |                                                           |                                                           |                                                           |                                                           |
| 11                                                        | Garba Lawal                                               |                                                           |                                                           | Roda JC Kerkrade                                          |                                                           |                                                           |                                                           |                                                           |
| 15                                                        | Sunday Oliseh                                             |                                                           |                                                           | AFC Ajax                                                  |                                                           |                                                           |                                                           |                                                           |
| 18                                                        | Wilson Oruma                                              |                                                           |                                                           | RC Lens                                                   |                                                           |                                                           |                                                           |                                                           |
| Aanval                                                    |                                                           |                                                           |                                                           |                                                           |                                                           |                                                           |                                                           |                                                           |
| 4                                                         | Nwankwo Kanu                                              |                                                           |                                                           | Internazionale                                            |                                                           |                                                           |                                                           |                                                           |
| 7                                                         | Finidi George                                             |                                                           |                                                           | Real Betis                                                |                                                           |                                                           |                                                           |                                                           |
| 9                                                         | Rashidi Yekini                                            |                                                           |                                                           | FC Zürich                                                 |                                                           |                                                           |                                                           |                                                           |
| 13                                                        | Tijjani Babangida                                         |                                                           |                                                           | AFC Ajax                                                  |                                                           |                                                           |                                                           |                                                           |
| 14                                                        | Daniel Amokachi                                           |                                                           |                                                           | Beşiktaş                                                  |                                                           |                                                           |                                                           |                                                           |
| 20                                                        | Victor Ikpeba                                             |                                                           |                                                           | AS Monaco                                                 |                                                           |                                                           |                                                           |                                                           |
| Bondscoach: Bora Milutinović                              |                                                           |                                                           |                                                           |                                                           |                                                           |                                                           |                                                           |                                                           |

| Selectie van Nigeria tijdens het Wereldkampioenschap 2002 | Selectie van Nigeria tijdens het Wereldkampioenschap 2002 | Selectie van Nigeria tijdens het Wereldkampioenschap 2002 | Selectie van Nigeria tijdens het Wereldkampioenschap 2002 | Selectie van Nigeria tijdens het Wereldkampioenschap 2002 | Selectie van Nigeria tijdens het Wereldkampioenschap 2002 | Selectie van Nigeria tijdens het Wereldkampioenschap 2002 | Selectie van Nigeria tijdens het Wereldkampioenschap 2002 | Selectie van Nigeria tijdens het Wereldkampioenschap 2002 |
| №                                                         | Naam                                                      | Wed.                                                      | Dlpnt.                                                    | Club                                                      |                                                           |                                                           |                                                           |                                                           |
| --------------------------------------------------------- | --------------------------------------------------------- | --------------------------------------------------------- | --------------------------------------------------------- | --------------------------------------------------------- | --------------------------------------------------------- | --------------------------------------------------------- | --------------------------------------------------------- | --------------------------------------------------------- |
| Doel                                                      |                                                           |                                                           |                                                           |                                                           |                                                           |                                                           |                                                           |                                                           |
| 1                                                         | Ike Shorunmu                                              |                                                           |                                                           | FC Luzern                                                 |                                                           |                                                           |                                                           |                                                           |
| 12                                                        | Austin Ejide                                              |                                                           |                                                           | Gabros International                                      |                                                           |                                                           |                                                           |                                                           |
| 22                                                        | Vincent Enyeama                                           |                                                           |                                                           | Enyimba Aba                                               |                                                           |                                                           |                                                           |                                                           |
| Verdediging                                               |                                                           |                                                           |                                                           |                                                           |                                                           |                                                           |                                                           |                                                           |
| 3                                                         | Celestine Babayaro                                        |                                                           |                                                           | Chelsea                                                   |                                                           |                                                           |                                                           |                                                           |
| 5                                                         | Isaac Okoronkwo                                           |                                                           |                                                           | Shakhtar Donetsk                                          |                                                           |                                                           |                                                           |                                                           |
| 6                                                         | Taribo West                                               |                                                           |                                                           | 1. FC Kaiserslautern                                      |                                                           |                                                           |                                                           |                                                           |
| 13                                                        | Rabiu Afolabi                                             |                                                           |                                                           | Standard Luik                                             |                                                           |                                                           |                                                           |                                                           |
| 14                                                        | Ifeanyi Udeze                                             |                                                           |                                                           | PAOK Saloniki                                             |                                                           |                                                           |                                                           |                                                           |
| 16                                                        | Efe Sodje                                                 |                                                           |                                                           | Crewe Alexandra                                           |                                                           |                                                           |                                                           |                                                           |
| 19                                                        | Eric Ejiofor                                              |                                                           |                                                           | Maccabi Haifa                                             |                                                           |                                                           |                                                           |                                                           |
| Middenveld                                                |                                                           |                                                           |                                                           |                                                           |                                                           |                                                           |                                                           |                                                           |
| 2                                                         | Joseph Yobo                                               |                                                           |                                                           | Olympique Marseille                                       |                                                           |                                                           |                                                           |                                                           |
| 8                                                         | Mutiu Adepoju                                             |                                                           |                                                           | UD Salamanca                                              |                                                           |                                                           |                                                           |                                                           |
| 10                                                        | Jay Jay Okocha                                            |                                                           |                                                           | Paris Saint-Germain                                       |                                                           |                                                           |                                                           |                                                           |
| 11                                                        | Garba Lawal                                               |                                                           |                                                           | Roda JC Kerkrade                                          |                                                           |                                                           |                                                           |                                                           |
| 15                                                        | Justice Christopher                                       |                                                           |                                                           | Royal Antwerp                                             |                                                           |                                                           |                                                           |                                                           |
| 20                                                        | James Obiorah                                             |                                                           |                                                           | Lokomotiv Moskou                                          |                                                           |                                                           |                                                           |                                                           |
| Aanval                                                    |                                                           |                                                           |                                                           |                                                           |                                                           |                                                           |                                                           |                                                           |
| 4                                                         | Nwankwo Kanu                                              |                                                           |                                                           | Arsenal                                                   |                                                           |                                                           |                                                           |                                                           |
| 7                                                         | Pius Ikedia                                               |                                                           |                                                           | AFC Ajax                                                  |                                                           |                                                           |                                                           |                                                           |
| 9                                                         | Bartholomew Ogbeche                                       |                                                           |                                                           | Paris Saint-Germain                                       |                                                           |                                                           |                                                           |                                                           |
| 17                                                        | Julius Aghahowa                                           |                                                           |                                                           | Shakhtar Donetsk                                          |                                                           |                                                           |                                                           |                                                           |
| 18                                                        | Benedict Akwuegbu                                         |                                                           |                                                           | Shenyang Haishi                                           |                                                           |                                                           |                                                           |                                                           |
| 21                                                        | John Utaka                                                |                                                           |                                                           | Al-Sadd                                                   |                                                           |                                                           |                                                           |                                                           |
| 23                                                        | Femi Opabunmi                                             |                                                           |                                                           | Shooting Stars                                            |                                                           |                                                           |                                                           |                                                           |
| Bondscoach: Adegboye Onigbinde                            |                                                           |                                                           |                                                           |                                                           |                                                           |                                                           |                                                           |                                                           |

| Selectie van Nigeria tijdens het Wereldkampioenschap 2010 | Selectie van Nigeria tijdens het Wereldkampioenschap 2010 | Selectie van Nigeria tijdens het Wereldkampioenschap 2010 | Selectie van Nigeria tijdens het Wereldkampioenschap 2010 | Selectie van Nigeria tijdens het Wereldkampioenschap 2010 | Selectie van Nigeria tijdens het Wereldkampioenschap 2010 | Selectie van Nigeria tijdens het Wereldkampioenschap 2010 | Selectie van Nigeria tijdens het Wereldkampioenschap 2010 | Selectie van Nigeria tijdens het Wereldkampioenschap 2010 |
| №                                                         | Naam                                                      | Wed.                                                      | Dlpnt.                                                    | Club                                                      |                                                           |                                                           |                                                           |                                                           |
| --------------------------------------------------------- | --------------------------------------------------------- | --------------------------------------------------------- | --------------------------------------------------------- | --------------------------------------------------------- | --------------------------------------------------------- | --------------------------------------------------------- | --------------------------------------------------------- | --------------------------------------------------------- |
| Doel                                                      |                                                           |                                                           |                                                           |                                                           |                                                           |                                                           |                                                           |                                                           |
| 1                                                         | Vincent Enyeama                                           |                                                           |                                                           | Hapoel Tel Aviv                                           |                                                           |                                                           |                                                           |                                                           |
| 16                                                        | Austin Ejide                                              |                                                           |                                                           | Hapoel Petach-Tikva                                       |                                                           |                                                           |                                                           |                                                           |
| 23                                                        | Dele Aiyenugba                                            |                                                           |                                                           | Bnei Jehoeda Tel Aviv                                     |                                                           |                                                           |                                                           |                                                           |
| Verdediging                                               |                                                           |                                                           |                                                           |                                                           |                                                           |                                                           |                                                           |                                                           |
| 2                                                         | Joseph Yobo                                               |                                                           |                                                           | Everton                                                   |                                                           |                                                           |                                                           |                                                           |
| 3                                                         | Taye Taiwo                                                |                                                           |                                                           | Olympique Marseille                                       |                                                           |                                                           |                                                           |                                                           |
| 5                                                         | Rabiu Afolabi                                             |                                                           |                                                           | Red Bull Salzburg                                         |                                                           |                                                           |                                                           |                                                           |
| 6                                                         | Danny Shittu                                              |                                                           |                                                           | Bolton Wanderers                                          |                                                           |                                                           |                                                           |                                                           |
| 17                                                        | Chidi Odiah                                               |                                                           |                                                           | CSKA Moskou                                               |                                                           |                                                           |                                                           |                                                           |
| 21                                                        | Elderson Echiéjilé                                        |                                                           |                                                           | Stade Rennes                                              |                                                           |                                                           |                                                           |                                                           |
| 22                                                        | Dele Adeleye                                              |                                                           |                                                           | Sparta Rotterdam                                          |                                                           |                                                           |                                                           |                                                           |
| Middenveld                                                |                                                           |                                                           |                                                           |                                                           |                                                           |                                                           |                                                           |                                                           |
| 12                                                        | Kalu Uche                                                 |                                                           |                                                           | UD Almería                                                |                                                           |                                                           |                                                           |                                                           |
| 13                                                        | Ayila Yussuf                                              |                                                           |                                                           | Dinamo Kiev                                               |                                                           |                                                           |                                                           |                                                           |
| 14                                                        | Sani Kaita                                                |                                                           |                                                           | Metalist Charkov                                          |                                                           |                                                           |                                                           |                                                           |
| 15                                                        | Lukman Haruna                                             |                                                           |                                                           | AS Monaco                                                 |                                                           |                                                           |                                                           |                                                           |
| 20                                                        | Dickson Etuhu                                             |                                                           |                                                           | Fulham                                                    |                                                           |                                                           |                                                           |                                                           |
| Aanval                                                    |                                                           |                                                           |                                                           |                                                           |                                                           |                                                           |                                                           |                                                           |
| 4                                                         | Nwankwo Kanu                                              |                                                           |                                                           | Portsmouth                                                |                                                           |                                                           |                                                           |                                                           |
| 7                                                         | John Utaka                                                |                                                           |                                                           | Portsmouth                                                |                                                           |                                                           |                                                           |                                                           |
| 8                                                         | Yakubu Ayegbeni                                           |                                                           |                                                           | Everton                                                   |                                                           |                                                           |                                                           |                                                           |
| 9                                                         | Obafemi Martins                                           |                                                           |                                                           | VfL Wolfsburg                                             |                                                           |                                                           |                                                           |                                                           |
| 10                                                        | Brown Ideye                                               |                                                           |                                                           | FC Sochaux                                                |                                                           |                                                           |                                                           |                                                           |
| 11                                                        | Peter Odemwingie                                          |                                                           |                                                           | Lokomotiv Moskou                                          |                                                           |                                                           |                                                           |                                                           |
| 18                                                        | Victor Obinna                                             |                                                           |                                                           | Málaga CF                                                 |                                                           |                                                           |                                                           |                                                           |
| 19                                                        | Chinedu Obasi                                             |                                                           |                                                           | 1899 Hoffenheim                                           |                                                           |                                                           |                                                           |                                                           |
| Bondscoach: Lars Lagerbäck                                |                                                           |                                                           |                                                           |                                                           |                                                           |                                                           |                                                           |                                                           |

| Selectie van Nigeria tijdens het Wereldkampioenschap 2014 | Selectie van Nigeria tijdens het Wereldkampioenschap 2014 | Selectie van Nigeria tijdens het Wereldkampioenschap 2014 | Selectie van Nigeria tijdens het Wereldkampioenschap 2014 | Selectie van Nigeria tijdens het Wereldkampioenschap 2014 | Selectie van Nigeria tijdens het Wereldkampioenschap 2014 | Selectie van Nigeria tijdens het Wereldkampioenschap 2014 | Selectie van Nigeria tijdens het Wereldkampioenschap 2014 | Selectie van Nigeria tijdens het Wereldkampioenschap 2014 |
| №                                                         | Naam                                                      | Wed.                                                      | Dlpnt.                                                    | Club                                                      |                                                           |                                                           |                                                           |                                                           |
| --------------------------------------------------------- | --------------------------------------------------------- | --------------------------------------------------------- | --------------------------------------------------------- | --------------------------------------------------------- | --------------------------------------------------------- | --------------------------------------------------------- | --------------------------------------------------------- | --------------------------------------------------------- |
| Doel                                                      |                                                           |                                                           |                                                           |                                                           |                                                           |                                                           |                                                           |                                                           |
| 1                                                         | Vincent Enyeama                                           |                                                           |                                                           | Lille OSC                                                 |                                                           |                                                           |                                                           |                                                           |
| 16                                                        | Austin Ejide                                              |                                                           |                                                           | Hapoel Beër Sjeva                                         |                                                           |                                                           |                                                           |                                                           |
| 21                                                        | Chigozie Agbim                                            |                                                           |                                                           | Enugu Rangers                                             |                                                           |                                                           |                                                           |                                                           |
| Verdediging                                               |                                                           |                                                           |                                                           |                                                           |                                                           |                                                           |                                                           |                                                           |
| 2                                                         | Joseph Yobo                                               |                                                           |                                                           | Norwich City                                              |                                                           |                                                           |                                                           |                                                           |
| 5                                                         | Efe Ambrose                                               |                                                           |                                                           | Celtic                                                    |                                                           |                                                           |                                                           |                                                           |
| 6                                                         | Azubuike Egwuekwe                                         |                                                           |                                                           | Warri Wolves                                              |                                                           |                                                           |                                                           |                                                           |
| 12                                                        | Ebenezer Kunle                                            |                                                           |                                                           | Sunshine Stars                                            |                                                           |                                                           |                                                           |                                                           |
| 13                                                        | Juwon Oshaniwa                                            |                                                           |                                                           | FC Ashdod                                                 |                                                           |                                                           |                                                           |                                                           |
| 14                                                        | Godfrey Oboabona                                          |                                                           |                                                           | Çaykur Rizespor                                           |                                                           |                                                           |                                                           |                                                           |
| 22                                                        | Kenneth Omeruo                                            |                                                           |                                                           | Middlesbrough                                             |                                                           |                                                           |                                                           |                                                           |
| Middenveld                                                |                                                           |                                                           |                                                           |                                                           |                                                           |                                                           |                                                           |                                                           |
| 3                                                         | Ejike Uzoenyi                                             |                                                           |                                                           | Enugu Rangers                                             |                                                           |                                                           |                                                           |                                                           |
| 4                                                         | Reuben Gabriel                                            |                                                           |                                                           | Waasland-Beveren                                          |                                                           |                                                           |                                                           |                                                           |
| 10                                                        | John Obi Mikel                                            |                                                           |                                                           | Chelsea                                                   |                                                           |                                                           |                                                           |                                                           |
| 15                                                        | Ramon Azeez                                               |                                                           |                                                           | UD Almería                                                |                                                           |                                                           |                                                           |                                                           |
| 17                                                        | Ogenyi Onazi                                              |                                                           |                                                           | Lazio Roma                                                |                                                           |                                                           |                                                           |                                                           |
| Aanval                                                    |                                                           |                                                           |                                                           |                                                           |                                                           |                                                           |                                                           |                                                           |
| 7                                                         | Ahmed Musa                                                |                                                           |                                                           | CSKA Moskou                                               |                                                           |                                                           |                                                           |                                                           |
| 8                                                         | Peter Odemwingie                                          |                                                           |                                                           | Stoke City                                                |                                                           |                                                           |                                                           |                                                           |
| 9                                                         | Emmanuel Emenike                                          |                                                           |                                                           | Fenerbahçe                                                |                                                           |                                                           |                                                           |                                                           |
| 11                                                        | Victor Moses                                              |                                                           |                                                           | Liverpool                                                 |                                                           |                                                           |                                                           |                                                           |
| 18                                                        | Michel Babatunde                                          |                                                           |                                                           | Volyn Lutsk                                               |                                                           |                                                           |                                                           |                                                           |
| 19                                                        | Uche Nwofor                                               |                                                           |                                                           | sc Heerenveen                                             |                                                           |                                                           |                                                           |                                                           |
| 20                                                        | Michael Uchebo                                            |                                                           |                                                           | Cercle Brugge                                             |                                                           |                                                           |                                                           |                                                           |
| 23                                                        | Shola Ameobi                                              |                                                           |                                                           | Newcastle United                                          |                                                           |                                                           |                                                           |                                                           |
| Bondscoach: Stephen Keshi                                 |                                                           |                                                           |                                                           |                                                           |                                                           |                                                           |                                                           |                                                           |

### Afrika Cup
| Selectie van Nigeria tijdens de Afrika Cup 2010 | Selectie van Nigeria tijdens de Afrika Cup 2010 | Selectie van Nigeria tijdens de Afrika Cup 2010 | Selectie van Nigeria tijdens de Afrika Cup 2010 | Selectie van Nigeria tijdens de Afrika Cup 2010 | Selectie van Nigeria tijdens de Afrika Cup 2010 | Selectie van Nigeria tijdens de Afrika Cup 2010 | Selectie van Nigeria tijdens de Afrika Cup 2010 | Selectie van Nigeria tijdens de Afrika Cup 2010 |
| №                                               | Naam                                            | Wed.                                            | Dlpnt.                                          | Club                                            |                                                 |                                                 |                                                 |                                                 |
| ----------------------------------------------- | ----------------------------------------------- | ----------------------------------------------- | ----------------------------------------------- | ----------------------------------------------- | ----------------------------------------------- | ----------------------------------------------- | ----------------------------------------------- | ----------------------------------------------- |
| Doel                                            |                                                 |                                                 |                                                 |                                                 |                                                 |                                                 |                                                 |                                                 |
| 1                                               | Vincent Enyeama                                 |                                                 |                                                 | Hapoel Tel Aviv                                 |                                                 |                                                 |                                                 |                                                 |
| 12                                              | Austin Ejide                                    |                                                 |                                                 | Hapoel Petach Tikwa                             |                                                 |                                                 |                                                 |                                                 |
| 23                                              | Dele Aiyenugba                                  |                                                 |                                                 | Bnei Jehoeda Tel Aviv                           |                                                 |                                                 |                                                 |                                                 |
| Verdediging                                     |                                                 |                                                 |                                                 |                                                 |                                                 |                                                 |                                                 |                                                 |
| 2                                               | Joseph Yobo                                     |                                                 |                                                 | Everton                                         |                                                 |                                                 |                                                 |                                                 |
| 3                                               | Taye Taiwo                                      |                                                 |                                                 | Olympique Marseille                             |                                                 |                                                 |                                                 |                                                 |
| 5                                               | Obinna Nwaneri                                  |                                                 |                                                 | FC Sion                                         |                                                 |                                                 |                                                 |                                                 |
| 6                                               | Danny Shittu                                    |                                                 |                                                 | Bolton Wanderers                                |                                                 |                                                 |                                                 |                                                 |
| 17                                              | Chidi Odiah                                     |                                                 |                                                 | CSKA Moskou                                     |                                                 |                                                 |                                                 |                                                 |
| 19                                              | Mohamed Yusuf                                   |                                                 |                                                 | Al-Hilal Omdurman                               |                                                 |                                                 |                                                 |                                                 |
| 21                                              | Uwa Elderson Echiéjilé                          |                                                 |                                                 | Stade Rennes                                    |                                                 |                                                 |                                                 |                                                 |
| 22                                              | Onyekachi Apam                                  |                                                 |                                                 | OGC Nice                                        |                                                 |                                                 |                                                 |                                                 |
| Middenveld                                      |                                                 |                                                 |                                                 |                                                 |                                                 |                                                 |                                                 |                                                 |
| 10                                              | John Obi Mikel                                  |                                                 |                                                 | Chelsea                                         |                                                 |                                                 |                                                 |                                                 |
| 13                                              | Ayila Yussuf                                    |                                                 |                                                 | Dinamo Kiev                                     |                                                 |                                                 |                                                 |                                                 |
| 14                                              | Seyi Olofinjana                                 |                                                 |                                                 | Hull City                                       |                                                 |                                                 |                                                 |                                                 |
| 15                                              | Sani Kaita                                      |                                                 |                                                 | Alania Vladikavkaz                              |                                                 |                                                 |                                                 |                                                 |
| 16                                              | Kalu Uche                                       |                                                 |                                                 | UD Almería                                      |                                                 |                                                 |                                                 |                                                 |
| 20                                              | Dickson Etuhu                                   |                                                 |                                                 | Fulham                                          |                                                 |                                                 |                                                 |                                                 |
| Aanval                                          |                                                 |                                                 |                                                 |                                                 |                                                 |                                                 |                                                 |                                                 |
| 4                                               | Nwankwo Kanu                                    |                                                 |                                                 | Portsmouth                                      |                                                 |                                                 |                                                 |                                                 |
| 7                                               | Chinedu Obasi                                   |                                                 |                                                 | 1899 Hoffenheim                                 |                                                 |                                                 |                                                 |                                                 |
| 8                                               | Yakubu Ayegbeni                                 |                                                 |                                                 | Everton                                         |                                                 |                                                 |                                                 |                                                 |
| 9                                               | Obafemi Martins                                 |                                                 |                                                 | VfL Wolfsburg                                   |                                                 |                                                 |                                                 |                                                 |
| 11                                              | Peter Odemwingie                                |                                                 |                                                 | Lokomotiv Moskou                                |                                                 |                                                 |                                                 |                                                 |
| 18                                              | Victor Obinna                                   |                                                 |                                                 | Málaga CF                                       |                                                 |                                                 |                                                 |                                                 |
| Bondscoach: Shaibu Amodu                        |                                                 |                                                 |                                                 |                                                 |                                                 |                                                 |                                                 |                                                 |

| Selectie van Nigeria tijdens de Afrika Cup 2013 | Selectie van Nigeria tijdens de Afrika Cup 2013 | Selectie van Nigeria tijdens de Afrika Cup 2013 | Selectie van Nigeria tijdens de Afrika Cup 2013 | Selectie van Nigeria tijdens de Afrika Cup 2013 | Selectie van Nigeria tijdens de Afrika Cup 2013 | Selectie van Nigeria tijdens de Afrika Cup 2013 | Selectie van Nigeria tijdens de Afrika Cup 2013 | Selectie van Nigeria tijdens de Afrika Cup 2013 |
| №                                               | Naam                                            | Wed.                                            | Dlpnt.                                          | Club                                            |                                                 |                                                 |                                                 |                                                 |
| ----------------------------------------------- | ----------------------------------------------- | ----------------------------------------------- | ----------------------------------------------- | ----------------------------------------------- | ----------------------------------------------- | ----------------------------------------------- | ----------------------------------------------- | ----------------------------------------------- |
| Doel                                            |                                                 |                                                 |                                                 |                                                 |                                                 |                                                 |                                                 |                                                 |
| 1                                               | Vincent Enyeama                                 |                                                 |                                                 | Maccabi Tel Aviv                                |                                                 |                                                 |                                                 |                                                 |
| 16                                              | Austin Ejide                                    |                                                 |                                                 | Hapoel Beër Sjeva                               |                                                 |                                                 |                                                 |                                                 |
| 23                                              | Chigozie Agbim                                  |                                                 |                                                 | Enugu Rangers                                   |                                                 |                                                 |                                                 |                                                 |
| Verdediging                                     |                                                 |                                                 |                                                 |                                                 |                                                 |                                                 |                                                 |                                                 |
| 2                                               | Joseph Yobo                                     |                                                 |                                                 | Fenerbahçe                                      |                                                 |                                                 |                                                 |                                                 |
| 3                                               | Uwa Elderson Echiéjilé                          |                                                 |                                                 | Sporting Braga                                  |                                                 |                                                 |                                                 |                                                 |
| 5                                               | Efe Ambrose                                     |                                                 |                                                 | Celtic                                          |                                                 |                                                 |                                                 |                                                 |
| 6                                               | Azubuike Egwuekwe                               |                                                 |                                                 | Warri Wolves                                    |                                                 |                                                 |                                                 |                                                 |
| 14                                              | Godfrey Oboabona                                |                                                 |                                                 | Sunshine Stars                                  |                                                 |                                                 |                                                 |                                                 |
| 21                                              | Juwon Oshaniwa                                  |                                                 |                                                 | MS Asjdod                                       |                                                 |                                                 |                                                 |                                                 |
| 22                                              | Kenneth Omeruo                                  |                                                 |                                                 | ADO Den Haag                                    |                                                 |                                                 |                                                 |                                                 |
| Middenveld                                      |                                                 |                                                 |                                                 |                                                 |                                                 |                                                 |                                                 |                                                 |
| 4                                               | Nwankwo Obiora                                  |                                                 |                                                 | CFR Cluj                                        |                                                 |                                                 |                                                 |                                                 |
| 10                                              | John Obi Mikel                                  |                                                 |                                                 | Chelsea                                         |                                                 |                                                 |                                                 |                                                 |
| 12                                              | Reuben Shalu Gabriel                            |                                                 |                                                 | Kano Pillars                                    |                                                 |                                                 |                                                 |                                                 |
| 13                                              | Fegor Ogude                                     |                                                 |                                                 | Vålerenga IF                                    |                                                 |                                                 |                                                 |                                                 |
| 17                                              | Ogenyi Onazi                                    |                                                 |                                                 | Lazio Roma                                      |                                                 |                                                 |                                                 |                                                 |
| 18                                              | Ejike Uzoenyi                                   |                                                 |                                                 | Stade Rennes                                    |                                                 |                                                 |                                                 |                                                 |
| 19                                              | Sunday M'ba                                     |                                                 |                                                 | Warri Wolves                                    |                                                 |                                                 |                                                 |                                                 |
| 20                                              | Nosa Igiebor                                    |                                                 |                                                 | Real Betis                                      |                                                 |                                                 |                                                 |                                                 |
| Aanval                                          |                                                 |                                                 |                                                 |                                                 |                                                 |                                                 |                                                 |                                                 |
| 7                                               | Ahmed Musa                                      |                                                 |                                                 | CSKA Moskou                                     |                                                 |                                                 |                                                 |                                                 |
| 8                                               | Brown Ideye                                     |                                                 |                                                 | Dinamo Kiev                                     |                                                 |                                                 |                                                 |                                                 |
| 9                                               | Emmanuel Emenike                                |                                                 |                                                 | Spartak Moskou                                  |                                                 |                                                 |                                                 |                                                 |
| 11                                              | Victor Moses                                    |                                                 |                                                 | Chelsea                                         |                                                 |                                                 |                                                 |                                                 |
| 15                                              | Ikechukwu Uche                                  |                                                 |                                                 | Villarreal CF                                   |                                                 |                                                 |                                                 |                                                 |
| Bondscoach: Stephen Keshi                       |                                                 |                                                 |                                                 |                                                 |                                                 |                                                 |                                                 |                                                 |

NFA · A-internationals · Selecties · Bondscoaches · Statistieken · Nigeriaans vrouwenelftal · Olympisch elftal · Nigeria U21 · Nigeria U20 · Nigeria U19 · Nigeria U18 · Nigeria U17
1950 – 1959 · 
1960 – 1969 · 
1970 – 1979 · 
1980 – 1989 · 
1990 – 1999 · 
2000 – 2009 · 
2010 – 2019 ·
2020 − 2029
CC 1995 · 
CC 2013
WK 1994 · 
WK 1998 · 
WK 2002 · 
WK 2010 · 
WK 2014 · 
WK 2018
OS 1968 · 
OS 1980 · 
OS 1988 · 
OS 1996 · 
OS 2000 · 
OS 2008 · 
OS 2016
1949 · 
1950 · 1951 · 1952 · 1953 · 1954 · 
1955 · 
1956 · 
1957 · 
1958 · 
1959 · 
1960 · 
1961 · 
1962 · 
1963 · 
1964 · 
1965 · 
1966 · 
1967 · 
1968 · 
1969 · 
1970 · 
1971 · 
1972 · 
1973 · 
1974 · 
1975 · 
1976 · 
1977 · 
1978 · 
1979 · 
1980 · 
1981 · 
1982 · 
1983 · 
1984 · 
1985 · 
1986 · 
1987 · 
1988 · 
1989 · 
1990 · 
1991 · 
1992 · 
1993 · 
1994 · 
1995 · 
1996 · 
1997 · 
1998 · 
1999 · 
2000 · 
2001 · 
2002 · 
2003 · 
2004 · 
2005 · 
2006 · 
2007 · 
2008 · 
2009 · 
2010 · 
2011 · 
2012 · 
2013 · 
2014 ·
2015 ·
2016 ·
2017 ·
2018 ·
2019 ·
2020 ·
2021 ·
2022 ·
2023 ·
2024 ·
2025
Algerije ·
Angola ·
Argentinië ·
Australië ·
Benin ·
Bosnië en Herzegovina ·
Botswana ·
Brazilië ·
Bulgarije ·
Burkina Faso ·
Burundi ·
Canada ·
Centraal-Afrikaanse Republiek ·
Colombia ·
Congo-Brazzaville ·
Congo-Kinshasa ·
Costa Rica ·
Denemarken ·
Duitsland ·
Ecuador ·
Egypte ·
Engeland ·
Equatoriaal-Guinea ·
Eritrea ·
Ethiopië ·
Frankrijk ·
Gabon ·
Gambia ·
Georgië ·
Ghana ·
Griekenland ·
Guinee ·
Guinee-Bissau ·
Ierland ·
IJsland ·
Indonesië ·
Iran ·
Italië ·
Ivoorkust ·
Jamaica ·
Japan ·
Joegoslavië ·
Jordanië ·
Kaapverdië · 
Kameroen ·
Kenia ·
Kroatië ·
Lesotho ·
Liberia ·
Libië ·
Luxemburg ·
Madagaskar ·
Malawi ·
Mali ·
Marokko ·
Mexico ·
Mozambique ·
Namibië ·
Nederland ·
Niger ·
Noord-Korea ·
Noord-Macedonië ·
Noorwegen ·
Oeganda ·
Oekraïne ·
Oezbekistan ·
Oostenrijk ·
Paraguay ·
Peru ·
Polen ·
Portugal ·
Roemenië ·
Rusland ·
Rwanda ·
Saoedi-Arabië ·
Sao Tomé en Principe ·
Schotland ·
Senegal ·
Servië ·
Seychellen ·
Sierra Leone ·
Soedan ·
Spanje ·
Swaziland ·
Tahiti ·
Tanzania ·
Thailand ·
Togo ·
Tsjaad ·
Tsjechië ·
Tunesië ·
Uruguay ·
Venezuela ·
Verenigde Staten ·
Zambia ·
Zimbabwe ·
Zuid-Afrika ·
Zuid-Korea ·
Zweden ·
Zwitserland
Argentinië (2010) ·
Argentinië (2014) ·
Argentinië (2018) ·
Bosnië en Herzegovina (2014) ·
Burkina Faso (2013) ·
Frankrijk (2014) ·
Iran (2014) ·
IJsland (2018) ·
Kroatië (2018) ·
Zuid-Korea (2010)